# Острова Гейберга
Острова Гейберга (Острова Акселя Гейберга) — принадлежащий России архипелаг в Карском море между Таймырским полуостровом и Северной землей, административно относятся к Красноярскому краю. На востоке архипелаг ограничен проливом Вилькицкого, включает в себя 4 небольших острова: Северный, Западный, Средний и Восточный. Входят в Большой Арктический заповедник.
Острова были названы Фритьофом Нансеном в честь консула Акселя Хейберга, который финансировал норвежские полярные экспедиции «Фрама».

## История
В 1940 году на архипелаге была создана советская полярная станция для навигации по Северному полярному пути. С 1995 станция заброшена.